# ユーリ・ネヨーロフ

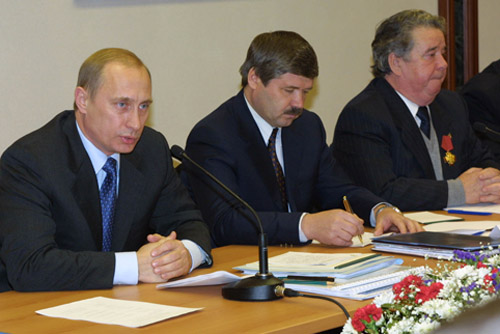
2001年（写真中央）

ユーリ・ネヨーロフ（ネィヨーロフ、ロシア語: Юрий ВасильевичНеёлов Неёлов、Yurii Vasilievich Neyelov、1952年6月24日 - ）は、ソビエト連邦およびロシアの政治家、ソ連共産党官僚、ソ連人民代議員などを経て、ソビエト連邦の崩壊後はヤマロ・ネネツ自治管区知事。同自治管区サレハルド出身。
1974年チュメニ工業大学を卒業する。同年サレハルド輸送航空主任技師。1976年ヤマロ・ネネツ・コムソモール書記。1977年プリウラル・コムソモール第一書記。1978年から1982年にかけて、ヤマロ・ネネツ・コムソモール第二書記を経て、第一書記となる。1982年サレハルド市コムソモール書記。1983年チュメニ州共産党委コムソモール第一書記。1986年スルグート市共産党第二書記。1987年スルグート地区ソビエト議長。1989年ソ連人民代議員。1990年から1991年までスルグート地区人民代議員大会議長。1991年マネージメントアカデミーを修了している。1992年チュメニ地区行政府次長。1994年2月ヤマロ・ネネツ自治管区知事（行政長官）に就任する。同年3月ヤマロ・ネネツ自治管区からロシア連邦議会上院連邦会議議員に選出される。上院では連邦・連邦条約・地域政策委員会に所属した。1996年1月第二期上院では北方・少数民族委員会に所属。1996年10月13日 ヤマロ・ネネツ知事選挙において70パーセントを獲得し当選する。1998年6月26日ガスプロム取締役に就任。2000年3月26日87.93パーセントを獲得しヤマロ・ネネツ知事に再選される。2001年まで上院議員。2003年ロシア下院選挙では与党統一ロシアの候補者リストに掲載されたが、ネヨーロフ自身は立候補を辞退した。
1997年ロシア友好勲章、1998年ロシア国家賞を授与されている。私生活では、夫人との間に一子あり。